# Elbenschwand
Elbenschwand – dzielnica gminy Kleines Wiesental w Niemczech, w kraju związkowym Badenia-Wirtembergia, w rejencji Fryburg, w regionie Hochrhein-Bodensee, w powiecie Lörrach. Leży na południowy zachód od Schönau im Schwarzwald. Do 31 grudnia 2008 była to gmina należąca do związku gmin Kleines Wiesental, który dzień później został rozwiązany.
Około 72% powierzchni dzielnicy stanowią lasy.